# تومي برنس
تومي برنس (بالإنجليزية: Thomas George Prince)‏ هو عسكري كندي، ولد في 15 أكتوبر 1915 في Saschiz ‏، وتوفي في 25 نوفمبر 1977 في وينيبيغ في كندا.